# Northern Ireland Open (golf)
De Northern Ireland Open Challenge was in 2013 een nieuw toernooi op de agenda van de Europese Challenge Tour.
De challenge wordt gespeeld op de Galgorm Castle Golf Club in Ballymena. De golfbaan werd door Simon Gidman aangelegd. 

## Winnaars
| Jaar                                                                              | Winnaar                         | score                           | score                           | Info                                   |
| Northern Ireland Open Challenge                                                   | Northern Ireland Open Challenge | Northern Ireland Open Challenge | Northern Ireland Open Challenge | Northern Ireland Open Challenge        |
| --------------------------------------------------------------------------------- | ------------------------------- | ------------------------------- | ------------------------------- | -------------------------------------- |
| 2013                                                                              | Daan Huizing                    | 268                             | -16                             |                                        |
| Northern Ireland Open Challenge in Association with Sphere Global and Ulster Bank |                                 |                                 |                                 |                                        |
| 2014                                                                              | Joakim Lagergren                | 271                             | -13                             |                                        |
| 2015                                                                              | Clément Sordet                  | 287                             | -17                             | Daan Huizing eindigde op de 3de plaats |